# Trichopepla dubia
Trichopepla dubia är en insektsart som först beskrevs av William Sweetland Dallas 1851.  Trichopepla dubia ingår i släktet Trichopepla och familjen bärfisar. Inga underarter finns listade i Catalogue of Life.